# Cambefortius dudleyi
Cambefortius dudleyi là một loài bọ cánh cứng trong họ Bọ hung (Scarabaeidae).